# Village of the Angels
Village of the Angels (El pueblo de los Ángeles), con el prefijo "Capítulo Cuatro" o "Flux", es el cuarto episodio de la decimotercera temporada de la serie británica de ciencia ficción Doctor Who, emitido originalmente el 21 de noviembre de 2021 por BBC One. Fue coescrito por el productor ejecutivo Chris Chibnall y Maxine Alderton y dirigido por Jamie Magnus Stone. Presenta la cuarta parte de seis de la temporada colectivamente conocida como Doctor Who: Flux.
El episodio está protagonizado por Jodie Whittaker como la Decimotercer Doctor, junto a Mandip Gill y John Bishop como sus compañeros Yasmin Khan y Dan Lewis, respectivamente.

## Sinopsis
La Doctor reinicia la TARDIS para expulsar al ángel lloroso que había tomado control de la consola de mando en el episodio anterior, pero los deja atrapados a ella, a Yaz y Dan en el pueblo de Medderton, el 21 de noviembre de 1967. Yaz y Dan se unen a la búsqueda de Peggy (Poppy Polivnicki), una niña desaparecida, mientras la anciana Sra. Hayward (Penelope McGhie) advierte a los aldeanos que deben evacuar. La Doctor encuentra un laboratorio donde el profesor Eustachius Jericho (Kevin McNally) está realizando experimentos psíquicos con Claire (Annabel Scholey), quien fue enviada al pasado desde 2021 (The Halloween Apocalypse). La casa de Jericho está rodeada de ángeles interesados en Claire, quien le revela a la Doctor que Medderton es el lugar donde ocurre una desaparición masiva de personas durante esa noche, de la misma forma que había ocurrido anteriormente en 1901. Un ángel lloroso envía a Yaz y Dan a Medderton en 1901 donde encuentran a Peggy. Se encuentran con la Sra. Hayward en 1967, al otro lado de una barrera de energía. La Sra. Hayward revela que ella es la futura Peggy.
Mientras tanto, Bel (Thaddea Graham) aterriza su nave en el planeta Puzano, donde es testigo de cómo muchos supervivientes del Flujo son engañados para ser encarcelados en un Pasajero por Azure (Sandall Rochenda). Ella le da a Namaca (Blake Harrison), a quien salvó del Pasajero, un mensaje antes de perseguir a Azure.
En 1967, la Doctor, Claire y Jericho se atrincheran en el sótano, mientras que Claire revela que poco a poco se está convirtiendo en un ángel lloroso. Como vidente, tuvo la premonición de un ángel que llevó a su imagen a apoderarse de su mente. La Doctor entra en la mente de Claire para deshacerse del ángel y descubre que este secuestró la TARDIS y se esconde de los otros ángeles, miembros del escuadrón de extracción de la División. El ángel rebelde afirma tener conocimiento de la División, y se ofrece a devolver los recuerdos perdidos del Doctor si ella lo ayuda a escapar. Jericho interrumpe el enlace porque los ángeles están entrando. Se escapan a través de un túnel, pero los ángeles envían a Jericho a 1901 y acorralan a Claire y a la Doctor. Esta última se entera de que los ángeles han sacado la aldea del tiempo y el espacio para capturar al ángel rebelde. La Doctor intenta hacer un trato con los ángeles, pero el rebelde revela que les ofreció a la Doctor por su propia seguridad. La Doctor es llamada de vuelta a la División y se convierte en un ángel lloroso.
En una escena de mitad de créditos, Vinder (Jacob Anderson) llega a Puzano, encuentra a Namaca junto al mensaje de Bel y jura seguir buscándola.

## Producción

### Desarrollo
Village of the Angels fue coescrita por el showrunner y productor ejecutivo Chris Chibnall y Maxine Alderton, quien regresó de la duodécima temporada. Es el único episodio de la temporada que presenta a un escritor aparte de Chibnall.  El episodio también contó con una escena de mitad de créditos, algo inusual para la serie.

### Casting
La temporada es la tercera que presenta a Jodie Whittaker como la Decimotercer Doctor y a Mandip Gill como Yasmin Khan. John Bishop se unió al elenco de la serie como Dan Lewis. Kevin McNally apareció anteriormente en el episodio The Twin Dilemma de 1984. Vincent Brimble también apareció anteriormente en la serie, en el episodio Warriors of the Deep del mismo año.

### Filmación
Jamie Magnus Stone dirigió el primer bloque, que comprendió el primer, segundo y cuarto episodios de la serie.

## Emisión y recepción
Village of the Angels se emitió el 21 de noviembre de 2021. El episodio sirve como la cuarta parte de una historia de seis partes, titulada Flux..

### Calificaciones
El episodio fue visto por 3,45 millones de espectadores. El episodio recibió una puntuación del índice de apreciación de la audiencia de 79.